# Marko Ilešič
Marko Ilešič (ur. 1947, zm. w czerwcu 2024) – słoweński prawnik i nauczyciel akademicki, sędzia Trybunału Sprawiedliwości Unii Europejskiej.

## Życiorys
Uzyskał doktorat w zakresie prawa na Uniwersytecie Lublańskim. Kształcił się w zakresie prawa porównawczego na uczelniach w Strasburgu i Coimbrze, uzyskał uprawnienia adwokata. W latach 1975–1986 orzekał w sądzie pracy w Lublanie. Od 1978 był jednocześnie prezesem słoweńskiego sądu sportowego. Pracował także w sądownictwie arbitrażowym Jugosławii i następnie Słowenii, kierował arbitrażem Giełdy Papierów Wartościowych w Lublanie.
Jako nauczyciel akademicki związany z macierzystą uczelnią, na której został profesorem prawa cywilnego, handlowego i prywatnego międzynarodowego. Był prodziekanem (1995–2001) i dziekanem (2001–2004) wydziału prawa Uniwersytetu Lublańskiego. Od 1993 do 2005 przewodniczył unii słoweńskich organizacji prawniczych.
W 2004 powołany na pierwszego słoweńskiego przedstawiciela w Trybunale Sprawiedliwości Unii Europejskiej, wchodząc w skład tej instytucji do czasu swojej śmierci w 2024.